# بیدهند (نطنز)
بیدهند (نطنز)، روستایی از توابع بخش مرکزی شهرستان نطنز در استان اصفهان ایران است.

## وجه تسمیه
نام روستا از قسمت " بید " یعنی همان درخت بید است.
(اگر زبان راژی در این بخش از سرزمین رایج بوده ، باید دانست که به زبان راژی مردم به آنجاچه می گفتند. اینکه ندانسته جملات را به دری معنی کنید درست نیست ، در شهرستان خوانسار محله ای وجود دارد که در زبان راژی که در خوانسار رواج دارد آن را (وی یَند )می نامند. راژی زبانان در نامها بجای واژه "ب" واژه" و" بکار میگیرند و بجای" ه "واژه "ی" برای مثال (ویدر= بهتر ، وچه = بچه ، مِیدی = مهدی  تلفظ ی در این نامها مانند تلفظ واژه ی در میگساری یا می بخور منبر بسوزان است)
و اگر هند به منظور آبگیر را درنظر بگیریم بید هند شاید بشود چشمه درخت بید،

## مکان‌های دیدنی روستا
1. چشمه حیدر
2. کپه قلعه
3. کوه کرکس
4. آستان مقدس امامزاده سلیمان
5. بن خاله
6. جوره
7. حسینیه روستای بیدهند
8. ماره
9. مسجد روستا
10. پنج میان ساله
11. چشمه موش

## زبان
زبان و گویش مردم روستا یکی از گویش‌های بازمانده از زبان‌های اوستایی و قدیم مردم ایران است که با تغییراتی در لهجه و ورود کلماتی از زبان عربی با آن سخن می‌گویند.